# Ki–43 Hajabusza
A Nakajima Ki–43 Hajabusza (’Vándorsólyom’) a második világháború folyamán a Japán Birodalmi Hadsereg Légiereje számára gyártott szárazföldi bázisú egymotoros vadászrepülőgép volt. A hadseregnél típusjele a hadsereg 1. típusú vadászgépe, a szövetségeseknél kódneve Oscar volt, de gyakran a „hadsereg Zerójának” is hívták az amerikai pilóták, mivel hasonlított az A6M Zero haditengerészeti vadászgépre.
Az A6M-hez hasonlóan a csillagmotoros Ki–43 könnyen repülhető, kis tömegű gép volt. Kelet-Ázsiában a háború első éveiben legendássá vált kiváló harci tulajdonságai miatt. Minden ellenfelét túlszárnyalta, de nem volt páncélzattal és öntömítő benzintartállyal felszerelve, és az 1944-ben megjelent utolsó változatig fegyverzete is gyenge volt. A szövetséges pilóták szerint a fürge Ki–43 nehéz célpont volt, de néhány találat már képes volt felgyújtani. Hiányosságai ellenére a Ki–43 több szövetséges repülőgépet lőtt le, mint bármely más japán vadászgép és csaknem az összes japán ász pilóta vele érte el a legtöbb légi győzelmet.
A repülőgépből összesen 5919 példány épült. Ezekből sokat a háború utolsó hónapjaiban kamikaze bevetésekben használtak az amerikai flotta ellen.

## Tervezés és fejlesztés
A Ki–43 gépet Hideo Itokawa tervezte, aki később a japán rakétafejlesztések úttörőjeként vált híressé. A Ki–43 prototípusa a népszerű, merev futóműves Nakajima Ki–27 Nate felváltására 1937 decemberében kiadott követelményjegyzékre adott válaszképpen született. A specifikáció 500 km/h sebességet, 5000 m magasság 5 perc alatti elérését és 800 km hatótávot írt elő. Ami a manőverezőképességet illeti, legalább a Ki–27 teljesítményét kellett elérnie.
A prototípus 1939 január elején végrehajtott első repülése nagy csalódást okozott. A japán berepülő pilóták panaszkodtak, hogy a gép nehezebben irányítható és nem sokkal gyorsabb, mint a Ki–27. A felmerült problémák megoldása végett a Nakajima 1939 és 1940 folyamán fokozatosan tökéletesített prototípusok sorát állította elő. A változtatások között egy sor súlycsökkentés mellett karcsúbb törzs kialakítása, a farokfelületek hátrább helyezése és új pilótafülke szerepelt. A tizenegyedik prototípusnál bevezetett Fowler-fékszárny drámaian megjavította a gép teljesítményét szűk fordulókban. A tizenharmadik prototípusba az összes sikeres módosítást beépítették, ez végre kielégítette az elvárásokat és ezzel megindult a Ki–43 sorozatgyártása.
Az első sorozatban gyártott változat a Ki–43–I típusjelet kapta. A Nakajima Ota gyára 1941 áprilisban kezdte szállítani az első gépeket. A kiváló manőverező képessége mellett a Ki–43–I könnyű súlya miatt komoly emelkedési sebességgel rendelkezett. A gépet a Nakajima Ha-25 motor hajtotta egy kéttollú, két állású fém légcsavarral. Csúcssebessége 495 km/h volt 4000 m magasságban.

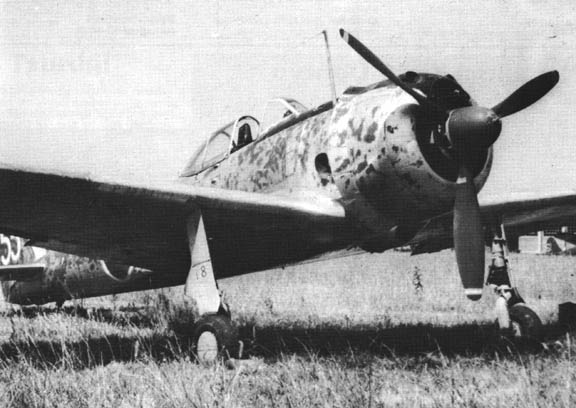
A Ki–43–II

A Ki–43 fegyverzete két géppuskából állt, mely vagy két 7,7 mm űrméretű 97 típusú géppuskából vagy egy 12,7 mm kaliberű Ho–113 típusú géppuskából és egy 7,7 mm-es géppuskából vagy két 12,7 mm Ho–113 jelű géppuskából állt. Ezek a különbségek a gépek típusjelében is jelentkeztek. A háború elején a könnyebb fegyverzet dominált, az idő előrehaladtával nagyobb űrméretű géppuskákat, sőt robbanó lövedéket is alkalmaztak a rombolóhatás fokozása végett, de a szövetséges repülőgépek ellen nem mutatkoztak túlságosan hatásosnak.
A Ki–43–II prototípusai 1942 februárjában szálltak fel először. A Ha–25 típusú motort lecserélték a sokkal erősebb Nakajima Ha-115 hajtóműre, melynek burkolata hosszabb lett. Ez a motor háromágú légcsavart hajtott. A szárnyszerkezetet megerősítették és ledobható benzintartályok és bombák számára függesztékeket szereltek fel. A pilóta háta mögé 13 mm vastag páncéllemez került és öntömítő benzintankokat építettek be. A pilótafülke kissé magasabb lett és a korábbi távcsöves irányzékot tükrös típussal váltották ki. A gép sorozatgyártását 1942 novemberben kezdték meg.
A következő típusváltozat a Ki-43-III lett, melyet a még nagyobb teljesítményű Nakajima Ha-115-II motor hajtott. Legnagyobb sebessége 576 km/h értékre nőtt. A Tacsikava gyár 2124 példány Ki–43–II és Ki–43–III repülőgépet gyártott le 1944 áprilisa és a háború vége között, az összes változatból összesen 5919 gép készült el.

## Szolgálatban

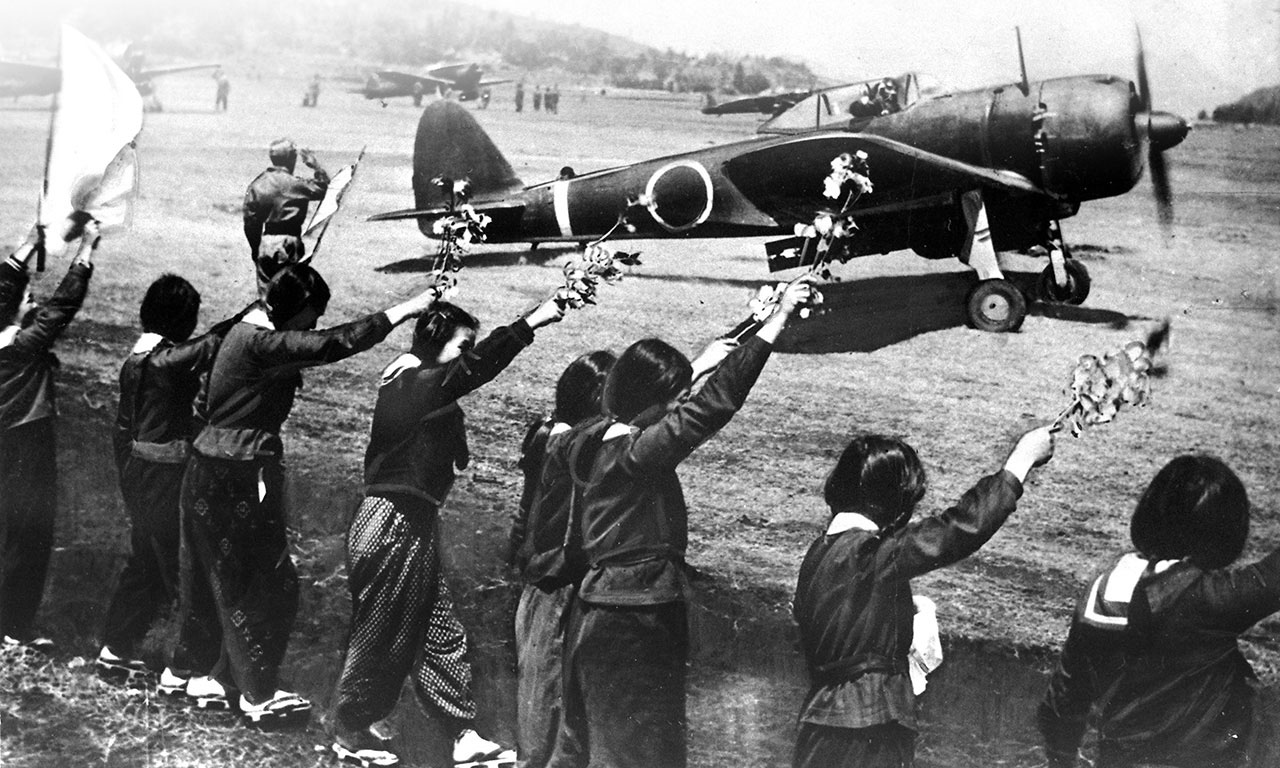
Egy Ki–43–III–Ko Tosio Anazava pilótával egy 250 kg-os bombával felszerelve kamikaze bevetésre száll fel 1945. április 12-én. Az előtérben iskoláslányok intenek búcsút

A Ki–43 volt a hadsereg legelterjedtebb vadászgépe, 20 sentait (repülőszázadot) és 12 chutait (független századot) szereltek fel vele. Az első változat, a Ki–43–I 1941-ben a Ki–43–II 1942 decemberében, a Ki–43–II–Kai 1943 júniusában, és a Ki–43–IIIa 1944 nyarán került hadrendbe. A repülőgép részt vett a harcokban Kínában, Burmában, a Maláj-félszigeten, Új-Guineában, a Fülöp-szigeteken, a csendes-óceáni szigeteken és a japán hátországban.
A Zeróhoz hasonlóan a Ki–43 kezdetben légi fölényt élvezett Brit Malájföld, Holland Kelet-India, Burma és Új-Guinea légterében. Ez részben a gép kiváló paramétereinek volt köszönhető, hogy a szövetségesek viszonylag kevés és olyan, részben elavult vadászgéppel rendelkeztek a háború első hónapjaiban az ázsiai és csendes-óceáni hadszíntéren, mint a P-36 Hawk, Curtiss P-40, Brewster Buffalo, Hawker Hurricane és Curtiss-Wright CW-21. A háború előrehaladtával azonban a vadászgép a Ki–27 "Nate" és A6M Zero gépekhez hasonlóan gyenge páncélzata, nem megfelelő konstrukciójú öntömítő benzintankja következtében nagy veszteségeket szenvedett a közelharcokban. Két géppuskából álló fegyverzete szintén elégtelen volt a komolyabb páncélzattal ellátott szövetséges repülőgépekkel szemben. Amint a P-47 Thunderbolt, P-38 Lightning, P-51 Mustang, F4U Corsair, F6F Hellcat és a Supermarine Spitfire/Seafire későbbi modelljei hadrendbe kerültek, a japánok védelmi harcokra kényszerültek, és legtöbb gépüket gyakorlatlan pilóták vezették. Mindezek ellenére az Oscar kiváló manőverező képességével a meggondolatlan szövetséges pilótáknak veszélyt tudott jelenteni még a háború végén is.
1944 októberétől decemberig 17 Ki–43 gépet lőttek le légiharcban, pilótáik azonban hét C–47, öt B–24 Liberator, két Spitfire, két Beaufighter, két Mosquito, két F4U Corsair, két B–29 Superfortress, egy F6F Hellcat, egy P–38 és egy B–25 veszteséget okoztak a szövetségeseknek. A legtöbb japán harci repülőgéphez hasonlóan sok Hajabusza gépet vetettek be kamikaze akciókban a háború végén.
A Ki–43 légtérvédelmi szerepet töltött be Formosa, Okinava és a japán honi szigetek felett is. A Japánt támogató országok némelyikének is szállítottak a repülőgépekből, így Thaiföldnek, Mandzsukuónak és a Vang Csing-vej kormánynak. A thai egységek esetenként harcba keveredtek az USAAF repülőgépeivel Dél-Kínában.
A Hajabusza vadászgép népszerű volt a japán légierőnél kellemes repülési tulajdonságai és kiváló irányíthatósága miatt, csaknem az összes japán ászpilóta pályafutása alatt repülte és győzelmeket is könyvelt el általa. A háború vége felé a legtöbb Hajabusza egység repülőgépeit Ki–84 Hajate "Frank" vadászgépekre cserélték le, néhány egység azonban végig Ki–43-mal repült. A legsikeresebb pilóta Anabuki Szatosi volt 39 igazolt légi győzelemmel, melyekből a legtöbbet Ki–43 géppel ért el.
A háború után néhány zsákmányolt példány korlátozott számban szolgált a francia légierőnél Francia Indokínában a Việt Minh felkelők ellen.

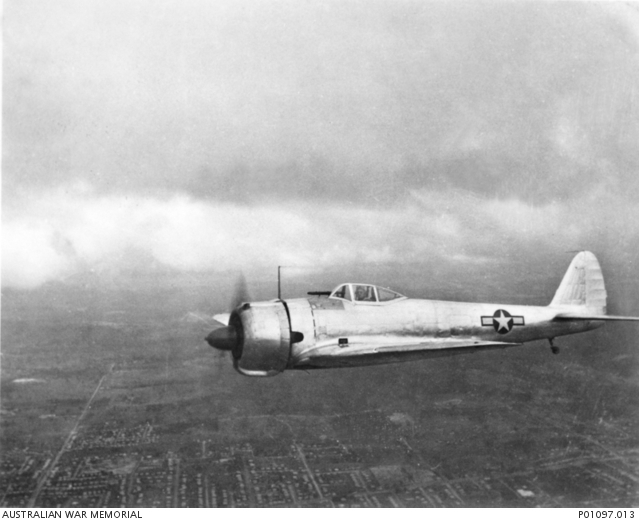
Zsákmányolt Ki-43-Ib Brisbane felett 1943-ban

## Változatok
Ki-43
Prototípusok
Ki-43-Ia
2 × 7,7 mm űrméretű 97 típusú géppuskával épített változat
Hajabusza a hadsereg 1 típusú vadászgépe
Ki-43-Ib
Egy 12,7 mm űrméretű Ho-103 típusú és 1 × 7,7 mm 97 típusú géppuskával felszerelt változat
Ki-43-Ic
Változat 2 × 12,7 mm kaliberű Ho-103 géppuskával
Ki-43-II
Prototípusok
Ki-43-IIa
Max. 500 kg bombateherrel terhelhető változat
Ki-43-IIb
Rádiókészülékkel rendelkezik
Ki-43-II-KAI
kipufogó fúvókákkal ellátva
Ki-43-III
920 kW (1230 LE) teljesítményű Nakajima Ha-115-II motorral hajtva
2 × 170 l ledobható benzintank (~ 3 óra a levegőben teljes gázzal)
Ki-43-IIIa
Sorozat modell
Ki-43-IIIb
Változat 20 mm-es gépágyúkkal.
Ki-62 terv
Korszerűsített elfogóvadász változat nagy teljesítményű hajtóművel és 30 mm-es vagy 40 mm-es gépágyúval.

## Üzemeltetők

### A háború alatt
Japán
- Japán Birodalmi Hadsereg Légi szolgálata

 Mandzsukuo
- Mandzsukuo légiereje

 Thaiföld
- Thai Királyi Légierő

 Amerikai Egyesült Államok

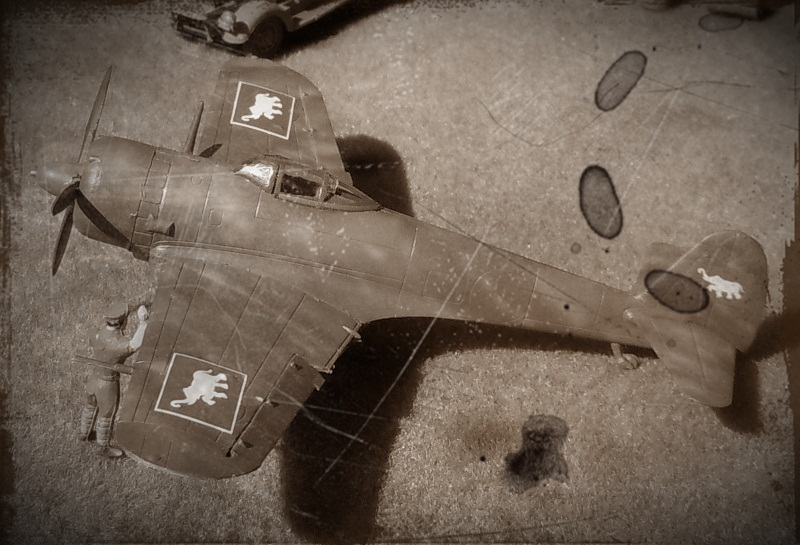
Thaiföldi Ki-43

- néhány zsákmányolt gépet berepültek és kipróbáltak Ausztráliában az amerikai műszaki felderítő egységek.

### A háború után
Kínai Köztársaság
- Tajvani Légierő

 Kína
- Kínai Légierő - 1946-ban 5 gépet zsákmányolt a nacionalista kínai csapatoktól, 1952-ig üzemeltette

 Franciaország
- Francia Légierő - zsákmányolt gépeket alkalmazott[19]

 Indonézia

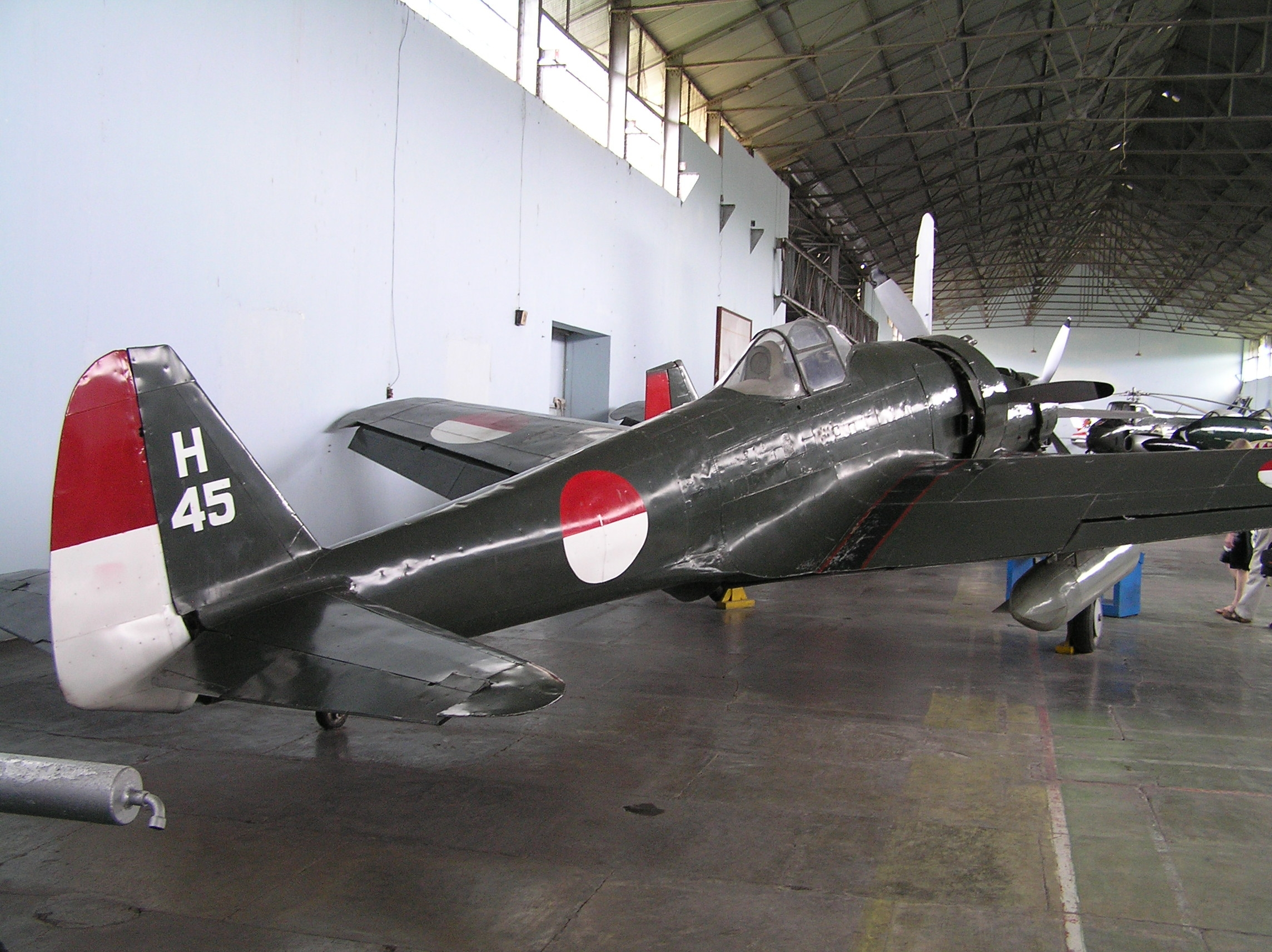
Indonéz Ki-43

- Az indonéz népi biztonsági erők gazdátlanul hagyott gépeket használt fel a holland gyarmatosítók elleni harcokban.

 Észak-Korea
- Észak-Koreai Légierő - néhány elhagyott gépet használt a háború után

## Műszaki adatok (Ki–43–IIb)[20]
- Személyzet: 1 fő (pilóta)

### Méretek
- Fesztáv: 10,84 m
- Hossz: 8,92 m
- Magasság: 3,27 m
- Szárnyfelület: 21,4 m²

### Tömeg
- Üres tömeg: 1910 kg
- Terhelt tömeg: 2590 kg
- Legnagyobb felszálló tömeg: 2925 kg

### Hajtómű
- Motor: Nakajima Ha–115 tizennégy hengeres csillagmotor
- Teljesítmény: 1150 LE (858 kW)

### Repülési teljesítmények
- Legnagyobb sebesség: 530 km/h 4000 m-en
- Cirkálósebesség: 440 km/h
- Csúcsmagasság: 11 200 m
- Hatótáv: 1760 km
- Hatótáv cirkálósebességen: 3200 km
- Szárny felületi terhelése: 121 kg/m²

### Fegyverzet
- Géppuskák: 2× mereven beépített, menetirányba tüzelő 12,7 mm Ho-103 géppuska a motorburkolatban 250 lőszerrel
- Bombateher: 2× 250 kg bomba

## Fordítás
- Ez a szócikk részben vagy egészben  a   Nakajima Ki-43 című angol Wikipédia-szócikk fordításán alapul.  Az eredeti cikk szerkesztőit annak laptörténete sorolja fel. Ez a jelzés csupán a megfogalmazás eredetét és a szerzői jogokat jelzi, nem szolgál a cikkben szereplő információk forrásmegjelöléseként.

## Külső hivatkozások
- Nathan Sturman honlapja
- Joe Baugher Hayabusa fájljai
- Nakajima Ki 43-I) fegyverzete